# JAバンク

JAバンク統一ロゴマーク

JAバンク（ジェイエイバンク）とは、日本において、農業協同組合（JA）および信用農業協同組合連合会（信連）の信用事業と農林中央金庫（農林中金）の対応する事業によって構成する貯金、貸付け等の金融事業の総称。農林中央金庫がいわゆる系統中央機関となる。キャッチフレーズは「日本の食と農、地域を支える JAバンク」。

## 概要
銀行における預金に相当するJA貯金を中心に、個人向けに資産運用（国債、投資信託、確定拠出年金等の取扱い）や各種ローン（住宅ローン、マイカーローン、カードローンなど）とクレジットカード（JAカード）の取扱い、農業従事者（農家）向けには運転資金や担い手支援などの事業者融資メニューが用意されているのが特徴。最近では遺言信託等の信託業務を扱っているJAもある。
JAの正組合員（農家）とその家族を主な顧客層としているが、それ以外の者が貯金や個人向けローンなどで取引することも可能であるため、サラリーマン世帯である「サザエさん」のキャラクターや社会人役の若い女優を起用したCMを放送しPRしている。正組合員世帯以外の者が取引するには原則としてJAに出資金納入（出資）して「准組合員」となる必要があるが、組合員に対する一定の割合で組合員以外の者でも取引することができる（JA共済も同様である）。
一般の金融機関の預金取引では、現金の入出金や手形や小切手の取立・振込、各種口座振替がメインだが、JAの場合は通常の貯金取引の他に、米や肥料の他にも農機具や一部の食品（Aコープの商品）・葬儀代金等の決済を全て貯金口座からの振替払にするだけで支払が完了するシステムを導入している。
経営は原則はそれぞれの機関（JAは個別の組合ごと）で独立採算制となっているが、貯金事業については「JAバンクシステム」と呼ばれる事業の一体化・相互支援を行うことでJAバンクブランドによる一体化した取扱（基本的にJA信連単位で共通の取扱い、ATMサービスなどは全国で共通の取扱い）が行われており、JAバンク全体で民間最大級の金融機関と見なす事ができる。
小切手法上は銀行と同等と見なされている。
なお、信用事業を行っていない農業協同組合（専門農協）も存在する。

## 指定金融機関
JAバンクが指定金融機関となっている自治体がある。多くはその地域の農業協同組合（JA）が指定されているが、長野県飯山市や山口県美祢市、高知県安芸郡馬路村のように信用農業協同組合連合会（JA信連）が指定されている自治体もある。
| 都道府県 | 自治体名                                                 | 指定金融機関のJA・信連 | 備考                                               |
| -------- | -------------------------------------------------------- | ---------------------- | -------------------------------------------------- |
| 北海道   | 更別村                                                   | JAさらべつ             |                                                    |
| 北海道   | 音更町                                                   | JAおとふけ             |                                                    |
| 岩手県   | 奥州市                                                   | JA岩手ふるさと         |                                                    |
| 岩手県   | 平泉町                                                   | JAいわて平泉           |                                                    |
| 岩手県   | 紫波町・矢巾町                                           | JAいわて中央           |                                                    |
| 岩手県   | 雫石町・滝沢市・軽米町                                   | JA新いわて             |                                                    |
| 宮城県   | 利府町                                                   | JA仙台                 |                                                    |
| 宮城県   | 登米市                                                   | JAみやぎ登米           |                                                    |
| 宮城県   | 大郷町・大衡村・色麻町                                   | JA新みやぎ             |                                                    |
| 秋田県   | 由利本荘市                                               | JA秋田しんせい         | 地方公営企業の出納取扱金融機関は、秋田銀行を指定。 |
| 秋田県   | 東成瀬村                                                 | JAこまち               |                                                    |
| 山形県   | 遊佐町                                                   | JA庄内みどり           |                                                    |
| 山形県   | 三川町                                                   | JA庄内たがわ           |                                                    |
| 山形県   | 東根市                                                   | JAさくらんぼひがしね   |                                                    |
| 山形県   | 高畠町・飯豊町                                           | JA山形おきたま         |                                                    |
| 福島県   | 二本松市                                                 | JAふくしま未来         |                                                    |
| 福島県   | 平田村                                                   | JA夢みなみ             |                                                    |
| 福島県   | 北塩原村                                                 | JA会津よつば           |                                                    |
| 福島県   | 大熊町                                                   | JA福島さくら           | 東邦銀行との輪番制                                 |
| 千葉県   | 君津市                                                   | JAきみつ               |                                                    |
| 千葉県   | 睦沢町、長生村、白子町 長柄町、長南町                    | JA長生                 |                                                    |
| 千葉県   | 栄町                                                     | JA西印旛               |                                                    |
| 東京都   | 羽村市、瑞穂町                                           | JAにしたま             |                                                    |
| 東京都   | 檜原村                                                   | JAあきがわ             |                                                    |
| 東京都   | 奥多摩町                                                 | JA西東京               |                                                    |
| 神奈川県 | 綾瀬市、寒川町、大和市                                   | JAさがみ               |                                                    |
| 山梨県   | 市川三郷町                                               | JA山梨みらい           |                                                    |
| 長野県   | 飯山市                                                   | JA長野県信連           |                                                    |
| 長野県   | 野沢温泉村・栄村                                         | JAながの               |                                                    |
| 長野県   | 阿智村                                                   | JAみなみ信州           |                                                    |
| 岐阜県   | 高山市、飛騨市                                           | JAひだ                 | 十六銀行・高山信用金庫・飛騨信用組合との輪番制     |
| 岐阜県   | 郡上市                                                   | JAめぐみの             |                                                    |
| 岐阜県   | 八百津町                                                 | JAめぐみの             | 十六銀行・東濃信用金庫との輪番制                   |
| 三重県   | 明和町                                                   | JA多気郡               |                                                    |
| 兵庫県   | 丹波篠山市                                               | JA丹波ささやま         |                                                    |
| 兵庫県   | 丹波市                                                   | JA丹波ひかみ           |                                                    |
| 兵庫県   | 神河町、佐用町                                           | JA兵庫西               |                                                    |
| 島根県   | 出雲市、安来市、邑南町、吉賀町                           | JAしまね               |                                                    |
| 岡山県   | 真庭市                                                   | JA晴れの国岡山         |                                                    |
| 広島県   | 廿日市市                                                 | JAひろしま             |                                                    |
| 広島県   | 安芸高田市、北広島町                                     | JAひろしま             |                                                    |
| 広島県   | 庄原市                                                   | JAひろしま             |                                                    |
| 広島県   | 世羅町                                                   | JA尾道市               |                                                    |
| 広島県   | 神石高原町                                               | JA福山市               |                                                    |
| 山口県   | 美祢市                                                   | JAバンク山口信連       |                                                    |
| 香川県   | 善通寺市、三豊市、綾川町 土庄町、小豆島町                | JA香川県               |                                                    |
| 愛媛県   | 久万高原町                                               | JA松山市               | 伊予銀行・愛媛銀行との輪番制                       |
| 愛媛県   | 内子町                                                   | JA愛媛たいき           |                                                    |
| 愛媛県   | 伊方町                                                   | JA西宇和               |                                                    |
| 愛媛県   | 鬼北町、松野町、愛南町                                   | JAえひめ南             |                                                    |
| 高知県   | 馬路村                                                   | JAバンク高知信連       |                                                    |
| 高知県   | 津野町                                                   | JA土佐くろしお         |                                                    |
| 高知県   | 南国市、四万十町、三原村、日高村、北川村、芸西村、大川村 | JA高知県               |                                                    |
| 福岡県   | 筑前町                                                   | JA筑前あさくら         | 福岡銀行・西日本シティ銀行との輪番制               |
| 熊本県   | 菊池市、合志市                                           | JA菊池                 |                                                    |
| 熊本県   | 宇城市                                                   | JA熊本うき             |                                                    |
| 鹿児島県 | 十島村                                                   | JA鹿児島みらい         |                                                    |
| 鹿児島県 | 指宿市                                                   | JAいぶすき             |                                                    |
| 鹿児島県 | 南さつま市、南九州市                                     | JA南さつま             |                                                    |
| 鹿児島県 | 伊佐市、さつま町                                         | JA北さつま             |                                                    |
| 鹿児島県 | 阿久根市、出水市、長島町                                 | JA鹿児島いずみ         |                                                    |
| 鹿児島県 | 霧島市、姶良市、湧水町                                   | JAあいら               |                                                    |
| 鹿児島県 | 曽於市、志布志市、大崎町                                 | JAそお鹿児島           |                                                    |
| 鹿児島県 | 錦江町、肝付町                                           | JA鹿児島きもつき       |                                                    |
| 鹿児島県 | 中種子町、南種子町、屋久島町                             | JA種子屋久             |                                                    |
| 鹿児島県 | 龍郷町、喜界町、天城町 和泊町、知名町、与論町            | JAあまみ               |                                                    |
| 沖縄県   | 豊見城市、東村 今帰仁村、宜野座村                        | JAおきなわ             |                                                    |

## ローソン銀行ATMへ置換え
2019年1月15日に農林中央金庫とローソン銀行が結んだ提携の基づき、2019年度から全国に1万2000台あるJAバンクのATMは、順次、ローソン銀行との共同ATMに置き換えられることになった。同年11月からローソン銀行がJAバンクのATM代替設置を開始した。なお、JAバンクの利用者に対する利便性を確保するため、手数料に関しては、JAバンクの利用者がローソン銀との共同ATMを利用する場合、手数料は平日の日中は無料となる。

## コンビニ店舗内へのATM設置
一部の地域ではコンビニATMに代えてJAバンクのATMをコンビニエンスストアの店内に設置しているケースがある（一部の店舗ではコンビニATMとJAバンクのATMを店内や駐車場に併設するケースもある）。これはATMを設置しているコンビニが各地域のJAまたはJA傘下の関連会社により経営されている（すなわちコンビニ店舗自体がJAの購買部としての位置づけがある）場合に多い。なお、三重県についてはほとんどこれに当てはまらないため、多少事情が異なる（理由は後述）。
なお、下記の他、コンビニ敷地内の駐車場に店舗外ATMを設置している事例もある。
| 都道府県 | 店舗名                                                                        | ATMを管理するJA             | 備考                                                                                                  |
| -------- | ----------------------------------------------------------------------------- | --------------------------- | --- |
| 北海道   | セイコーマート美唄共練店                                                      | JAびばい                    | |
| 岩手県   | ファミリーマート水沢西関田店（奥州市）                                        | JA岩手ふるさと              | 岩手銀行管理のイーネットATMを併設                                                                     |
| 岩手県   | ファミリーマート水沢真城土手根店（奥州市）                                    | JA岩手ふるさと              | 岩手銀行管理のイーネットATMと東北銀行管理のATMを併設                                                  |
| 岩手県   | ファミリーマート紫波八幡店（紫波郡紫波町）                                    | JAいわて中央                | りそな銀行・岩手銀行共同管理のBankTimeを併設                                                          |
| 秋田県   | ファミリーマート平鹿深間内店（横手市）                                        | JA秋田ふるさと              | りそな銀行・秋田銀行共同管理のBankTimeを併設                                                          |
| 群馬県   | ファミリーマートJA利根沼田月夜野店 （利根郡みなかみ町）                       | JA利根沼田                  | 群馬銀行管理のイーネットATMを併設                                                                     |
| 福井県   | ファミリーマート清水志津が丘店（福井市）、 同鯖江当田店（鯖江市）             | JA福井県                    | りそな銀行・北陸銀行共同管理のBankTimeを併設 前者は旧JA越前丹生が、後者は旧JAたんなんが管理していた。 |
| 山梨県   | デイリーヤマザキ山梨武川店（北杜市） デイリーヤマザキJA梨北小淵沢店（北杜市） | JA梨北                      | |
| 愛知県   | ファミリーマート刈谷半城土中町店（刈谷市）                                    | JAあいち中央                | 愛知銀行管理のイーネットATMを併設                                                                     |
| 三重県   | ローソン （県内の84店舗[2016年3月時点]）                                      | JA三重信連 （JAバンク三重） | 下記参照                                                                                              |
| 高知県   | ローソン伊野町波川店（吾川郡いの町）                                          | JA高知県                    | |
| 鹿児島県 | ファミリーマートはとや牧園店（霧島市）                                        | JAあいら                    | 鹿児島銀行管理のコンビニ内ATMを併設                                                                   |

※ 三重県内のローソン（一部を除く県内各店舗）に設置されているJAバンクのATMはJA三重信連の出張所扱い。県内の地元地方銀行からローソン・エイティエム・ネットワークス（LANs。現在はローソン銀行に移管）との提携を拒否されていたところ、全国に先駆けてJA三重信連が営業推進策の一つとして、法的な制約を受け入れた上で例外的にJAバンクのATMを単独で展開することになったのが設置の理由である。ただし、三重県内でも、2014年7月から、一部の店舗においてローソンATMの設置が開始されている。三重県以外では今のところ、同様に都道府県単位によりコンビニ店内にJAバンクのATMを設置する動きはない。なお、当該設置店舗の市町内を管轄するJAは以下の通り（各市町内にローソンがない、あるいはローソンにATMがないケースもある）。
JAみえきた（四日市市・桑名市・いなべ市）　/ JA鈴鹿（鈴鹿市・亀山市） / JA津安芸（津市） / JAみえなか（松阪市・津市の一部） / JA多気郡（多気郡） / JA伊勢（伊勢市ほか）/ JA伊賀ふるさと（伊賀市、名張市）

## 主なキャラクター

### 現在
現在、現行のキャラクターデザインのものは、貯金通帳はサザエさん、ICキャッシュカードはちょきんぎょとなっている。2017年からは、地域ごとに順次、ICキャッシュカードのデザインについてもサザエさんのものが登場している。
- SKE48（イメージキャラクター・愛知県版）
- 栗山千明（イメージキャラクター・三重県版）
- 平祐奈（イメージキャラクター・兵庫県版）
- 博多華丸・大吉（イメージキャラクター・福岡県版）
- 宮下純一（イメージキャラクター・鹿児島県版）
- 加藤有紀（イメージキャラクター・鹿児島県版）[5][6]
- ちょきんぎょ
- ちょリス
- ミッフィー（兵庫県信連および、JAバンク兵庫のみ。2016年4月以降は、希望者に対して、通帳やICキャッシュカードのデザインも、ミッフィーを選択可能）
- パイナくん（大阪府版、声優は原田伸郎）
- 松下奈緒（イメージキャラクター・全国版、2010年10月から）
- よりぞう（2019年2月から[7]）
- 杉咲花（イメージキャラクター・全国版、2023年4月4日から）

### 過去
- 松平健（イメージキャラクター）※2008年2月まで
- 小池栄子（イメージキャラクター）※2008年2月まで
- 岡本綾（イメージキャラクター）※2007年3月まで（ごく一時期、「JAバンク兵庫」向けの独自のキャンペーンCMにも出演していた）
- 本上まなみ（イメージキャラクター・静岡県版）
- 今いくよ・くるよ（イメージキャラクター・大阪府版）
- 沢口靖子（イメージキャラクター・大阪府版）
- 桂南光（イメージキャラクター・兵庫県版）
- なるみ（イメージキャラクター・兵庫県版）
- 上沼恵美子（イメージキャラクター・兵庫県版）
- まえだまえだ（イメージキャラクター・兵庫県版）
- さくらまや（イメージキャラクター・兵庫県版）
- 川上鴻一郎、深町健二郎、村仲ともみ（イメージキャラクター・福岡県版）
- 猪俣睦彦（イメージキャラクター・鹿児島県版）※年金のみ
- 田中直樹（イメージキャラクター）
- 前田亜季（イメージキャラクター）
- 和久井映見（イメージキャラクター）
- 余貴美子（イメージキャラクター）
- 渡瀬恒彦（イメージキャラクター）※1985年から1990年頃まで、静岡県（静岡県信連）版のキャラクターでもあった。
- サザエさん[注 2]
- 杉浦太陽（イメージキャラクター・愛知県版）
- 原田知世（イメージキャラクター）
- 蒲生純一 (イメージキャラクター)
  - このうちサザエさんでは、バリエーションが多岐に渡り、野球篇などがある。
  - また、イメージキャラクターとは違うが、宮崎県で流れていたマイカーローンのCMに東国原英夫元知事のキャラクターが出演。声は、過去にさんさんサタデー出演で知られているMr.バニーが担当。おでこが広い等風貌が似通っている事が元知事の声担当の理由ではないかと思われる。
  - なお「サザエさん」バージョンは、2014年1月27日に磯野波平役の永井一郎が死去したため、放送を打ち切っていた。

## 提供番組

### テレビ
- 帰れマンデー見っけ隊!!（テレビ朝日系列）
- 坂上&指原のつぶれない店（TBS系列）
- バナナマンのせっかくグルメ!!（TBS系列）（2021年度 - ）
- 秘密のケンミンSHOW極（読売テレビ制作）（2022年度 - ）
- あぐり王国北海道NEXT（北海道放送、「JAグループ北海道」名義の1団体として）
- かながわ旬菜ナビ（テレビ神奈川、「JAグループ神奈川」名義の1団体として）
- 笑福亭たまの蛤御門市場（KBS京都　一社提供）
- ニュースSUNデー（サンテレビ、「JAグループ兵庫」名義の1団体として）

#### 過去
- 料理の鉄人（フジテレビ系列）
- サタ☆スマ（フジテレビ系列）
- 速報!歌の大辞テン（日本テレビ系列）
- 月曜ドラマスペシャル→月曜ミステリー劇場（TBS系列）
- まるまるちびまる子ちゃん（フジテレビ系列）
- 天才!志村どうぶつ園（日本テレビ系列）
- サザエさん（フジテレビ系列、1999年頃 - 2018年3月25日）
- 金曜ロードショー（日本テレビ系列）※パイオニアから引き継いだ
- 熱血!平成教育学院（フジテレビ系列）
- ザ・ベストハウス123（フジテレビ系列）
- 笑点（日本テレビ系列、2006年4月〜2021年3月28日）
- 秩父宮賜杯全日本大学駅伝対校選手権大会（テレビ朝日・メ〜テレ共同制作、同系列フルネット24局） - 第41回（2009年）から第50回（2018年）までのメインスポンサー。
- SUN-TV日曜夕刊（サンテレビ、「JAグループ兵庫」名義の1団体として）
- 三重テレビワイドニュース（三重テレビ、平日のみ「JAグループ三重」名義の1団体として）
- TVAホットレポート（テレビ愛知、現在の「JAグループ愛知」名義の1団体として)
- めざましテレビ（フジテレビ系列）（ - 2018年度）※後任はローソン。

### ラジオ
- オールナイトニッポン（ニッポン放送系、2013年2月25日放送分より 月 - 土曜）
- 全国ラジオネットワーク（NRN）ナイター
  - STVアタックナイター（STVラジオ）
  - TBCパワフルベースボール（東北放送）
  - ニッポン放送ショウアップナイター（ニッポン放送）
  - 東海ラジオ ガッツナイター（東海ラジオ）
  - ABCフレッシュアップベースボール（朝日放送ラジオ）
  - RCCカープナイター（中国放送）
  - KBCホークスナイター（九州朝日放送）他